# Osięciny (gromada)
Osięciny – dawna gromada, czyli najmniejsza jednostka podziału terytorialnego Polskiej Rzeczypospolitej Ludowej w latach 1954–1972.
Gromady, z gromadzkimi radami narodowymi (GRN) jako organami władzy najniższego stopnia na wsi, funkcjonowały od reformy reorganizującej administrację wiejską przeprowadzonej jesienią 1954 do momentu ich zniesienia z dniem 1 stycznia 1973, tym samym wypierając organizację gminną w latach 1954–1972.
Gromadę Osięciny z siedzibą GRN w Osięcinach utworzono – jako jedną z 8759 gromad na obszarze Polski – w powiecie aleksandrowskim w woj. bydgoskim, na mocy uchwały nr 24/1 WRN w Bydgoszczy z dnia 5 października 1954. W skład jednostki weszły obszary dotychczasowych gromad Osięciny, Jarantowice i Borucinek, ponadto miejscowości Bełszewo wieś, Bełszewo Nowe wieś i Bełszewo folwark wieś z dotychczasowej gromady Bełszewo oraz miejscowość Latkowo wieś z dotychczasowej gromady Latkowo ze zniesionej gminy Osięciny w tymże powiecie. Dla gromady ustalono 25 członków gromadzkiej rady narodowej.
1 stycznia 1956 gromada weszła w skład nowo utworzonego powiatu radziejowskiego w tymże województwie.
31 grudnia 1959 do gromady Osięciny włączono obszar zniesionej gromady Zagajewice oraz wieś Pilichowo i kolonię Bełszewo ze zniesionej gromady Pilichowo w tymże powiecie.
31 grudnia 1961 do gromady Osięciny włączono wieś Borucin-Folwark ze zniesionej gromady Powałkowice w tymże powiecie.
1 stycznia 1972 do gromady Osięciny włączono sołectwa Piołunowo, Płowce Pierwsze i Płowce Drugie ze zniesionej gromady Płowce oraz sołectwa Samszyce i Powałkowice wraz z kolonią Borucin ze zniesionej gromady Witowo w tymże powiecie, po czym gromadę Osięciny połączono z gromadą Kościelna Wieś, tworząc z ich obszarów gromadę Osięciny z siedzibą Gromadzkiej Rady Narodowej w Osięcinach w tymże powiecie (de facto gromadę Kościelna Wieś zniesiono, włączając jej obszar do gromady Osięciny).
Gromada przetrwała do końca 1972 roku, czyli do kolejnej reformy gminnej. 1 stycznia 1973 – tym razem w powiecie radziejowskim – reaktywowano gminę Osięciny.